# Ahom (Ethnie)

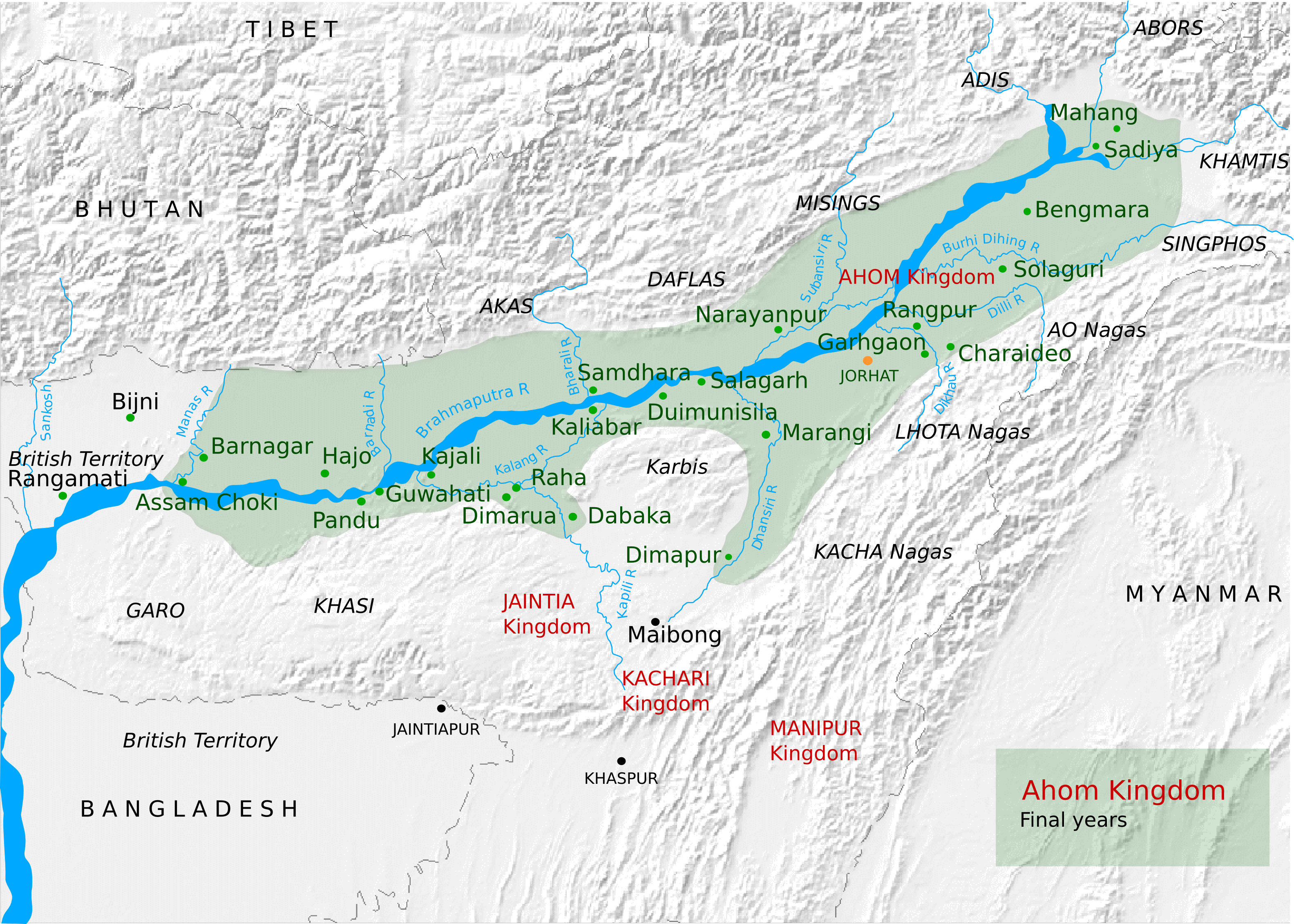
Ausdehnung des Königreichs der Ahom

Die Ahom sind eine ehemals Tai-sprechende Population im heutigen Assam, die im Nordosten Indiens einwanderten. Die wichtigste Wanderungsbewegung kam aus Yunan unter dem Anführer Siu Ka Pha im Jahr 1228. Die Ahom nannten sich selbst Asam, eine Verballhornung aus Shan, einer Volksgruppe in Birma und Nord-Thailand, mit denen sie eng verwandt sind. Ihr Name bildet auch den Ursprung für den heutigen indischen Bundesstaat Assam, dessen Gebiet sie rund 600 Jahre lang beherrschten.

## Geschichte
Siu Ka Pha hat die Ahom wahrscheinlich aus nordöstlicher Richtung nach Assam geführt, wobei er das Patkai-Gebirge überquerte, das heute Birma von Indien trennt. Er hatte eine Armee von 9.000 Soldaten bei sich, die die Nagas, Kacharis und andere Stämme mühelos überrannte. Die Gruppe erreichte schließlich den Fluss Dihing, einen Nebenfluss des Brahmaputra, und drang in dessen Tal ein. Man ließ sich 1229 hier nieder und bildete die erste Siedlung der Tai in dieser Gegend. Die Siedlung erwies sich wegen der häufigen Überschwemmungen des Brahmaputra jedoch als ungeeignet, weshalb Siu Ka Pha nach besseren Gegenden für eine Siedlung Ausschau halten ließ. 1252 fand man im oberen Assam die Landschaft von Sivasagar und baute eine Hauptstadt für ein Fürstentum mit Siu Ka Pha als erstem König (oder swargadeo).
Die Soldaten der Ahom waren sehr mächtig und errichteten eine erste Dynastie in Assam, doch waren sie ohne Frauen gekommen, die Tai sprechen konnten. Deshalb nahmen sie sich während ihrer Tausende Kilometer Wanderung Ehefrauen verschiedener ethnischer Gruppen. Ihre Sprache war die offizielle Sprache der Könige und des Hofes, die aber doch über die meiste Zeit ihrer Geschichte nur von einer Minderheit der Einwohner gesprochen wurde. Heute ist sie ausgestorben und existiert nur noch als Schriftsprache. Deshalb werden die heutigen Ahom, die in Assam leben, als Assamesen betrachtet.
Die Erfolge der Ahom brachten sie in Konflikt mit den mächtigen Mogulreichen, deren Könige die Ahom zwischen 1527 und 1682 insgesamt 17 Mal zu unterjochen versuchten. Der letzte große Versuch, 1671 in der Schlacht bei Saraighat, hinterließ in Lachit Barphukhan ihren berühmtesten Militärführer. Dieser ließ jedoch, der Überlieferung nach, seinen eigenen Onkel ermorden, da der seinen Militärdienst vernachlässigte.
Nach dem endgültigen Sieg über das Mogulreich brach eine chaotische Periode in Assam aus, die erst vom wohl größten König des Reiches, Rudra Singha, beendet wurde, der von 1696 bis 1714 regierte. Diese Ära wird als goldene Ära des Reiches der Ahom angesehen, in der Bauwerke geschaffen, Sozialprojekte angegangen und militärische Erfolge erzielt wurden. Nach dem Tod des Königs brach das Reich stetig auseinander und wurde zunächst 1817 von den Birmanen und 1826 von den Briten besiegt. Dies lag vor allem an der Unterdrückung religiöser Gruppen, wie den Anhängern Vishnus, die dann gegen den Zentralstaat mit Palastintrigen und Thronstreitigkeiten zurückschlugen. Dies führte zu einer schrittweisen Schwächung des Königreichs.
1817 wurde die Ahom-Dynastie durch die Birmanen beendet und im Ersten Anglo-Birmanischen Krieg fiel Assam an die Briten.
Auf den Machtverlust folgte auch ein Niedergang der Sprache und Kultur der Ahom und sie assimilierten sich im Verlauf des 19. Jahrhunderts weitgehend zu hinduistischen und eine indogermanische Sprache (Assamesisch) sprechenden Assamesen.
Seit den 1960er-Jahren gibt es Bestrebungen, die Identität als Ahom und die zugehörige Sprache und Kultur wiederzubeleben. Treibende Kraft dabei war eine Organisation namens Ban Ok Publik Muang Tai, die auch von einem ehemaligen Ministerpräsidenten Assams, Hiteshwar Saikia, unterstützt wurde. Teile der Ahom-Nachfahren sagten sich vom Hinduismus los und praktizieren eine erneuerte Religion, die sie Phra Lung nennen und die hauptsächlich auf Ahnenverehrung sowie überlieferten Gesängen und Ritualen beruht. Auf politischer Ebene wurde das Selbstständigkeitsstreben von der All Assam Students’ Union (AASU) und der United Liberation Front of Asom (ULFA) vertreten. Letztere genoss auch die Unterstützung thailändischer Wissenschaftler sowie der separatistischen Bewegungen der Shan und Kachin in Myanmar. Sie erhielten zusätzliche Legitimierung durch die Forschungen von Barend Jan Terwiel, einem auf Sprachen und Kulturen der Tai-Völker spezialisierten Anthropologen. Er wurde 1979 von Domboru Deodhai, den er zunächst für den letzten Priester einer uralten vor-buddhistischen Tai-Religion hielt, zum Studium von Ahom-Ritualen und Schriften angeregt.